# Ligne 5 du métro léger de Tunis
La ligne 5 du métro léger de Tunis est une ligne du métro léger de Tunis mise en service en 1992 et qui relie la place de Barcelone à la station Intilaka.
Comme toutes les lignes, la ligne 5 est gérée par la Société des transports de Tunis, aussi connue sous le nom commercial de Transtu, entreprise publique de transport née en 2003 de la fusion entre la Société du métro léger de Tunis (SMLT fondée en 1981) et la Société nationale de transports (SNT fondée en 1963).

## Historique
Le ligne 5 est mise en ligne en 1992. En 2017, la Société des transports de Tunis (Transtu) annonce la suppression de la station Habib-Thameur à la suite d'un incendie qui détruit le point de vente de tickets.
Le 31 juillet 2019, le métro heurte une rame au niveau de la station de Bab Saadoun, la plupart des voyageurs étant sains et saufs.

## Caractéristiques

### Ligne
La ligne 5 est la ligne la plus courte avec seulement quatorze stations et une longueur de 7,1 kilomètres.
| Logo | Parcours                      | Mise en service | Dernier prolongement | Longueur en km | Nombre de stations | Matériel |
| ---- | ----------------------------- | --------------- | -------------------- | -------------- | ------------------ | -------- |
|      | Place de Barcelone ↔ Intilaka | 1992            | -                    | 7,1            | 14                 | Citadis  |

### Stations
| Ligne |   | Stations               | Coordonnées géographiques    | Délégation                       | Correspondances |
| ----- | - | ---------------------- | ---------------------------- | -------------------------------- | --------------- |
|       | ■ | Place de Barcelone     | 36° 47′ 46″ N, 10° 10′ 50″ E | Bab El Bhar                      | + GT            |
|       | • | Habib-Thameur          | Arrêt non desservi (2019)    | Bab El Bhar                      |                 |
|       | ■ | Place de la République | 36° 48′ 23″ N, 10° 10′ 51″ E | Bab El Bhar                      |                 |
|       | • | Bab El Khadra          | 36° 48′ 37″ N, 10° 10′ 21″ E | Bab Souika                       |                 |
|       | • | Bab Laassal            | 36° 48′ 48″ N, 10° 10′ 05″ E | Bab Souika / El Omrane           |                 |
|       | • | Bab Saadoun            | 36° 48′ 35″ N, 10° 09′ 43″ E | Bab Souika / El Omrane           |                 |
|       | • | Meftah Sâadallah       | 36° 48′ 47″ N, 10° 09′ 23″ E | El Omrane                        |                 |
|       | • | Rommana                | 36° 49′ 25″ N, 10° 09′ 03″ E | El Omrane                        |                 |
|       | • | Campus                 | 36° 49′ 34″ N, 10° 08′ 38″ E | El Omrane / El Omrane supérieur  |                 |
|       | • | 14-Janvier 2011        | 36° 49′ 22″ N, 10° 08′ 24″ E | El Omrane / El Omrane supérieur  |                 |
|       | • | Les Jasmins            | 36° 49′ 33″ N, 10° 08′ 05″ E | Ettahrir / El Omrane supérieur   |                 |
|       | • | Ettahrir               | 36° 49′ 45″ N, 10° 07′ 43″ E | Ettahrir / El Omrane supérieur   |                 |
|       | • | Omrane supérieur       | 36° 49′ 50″ N, 10° 07′ 26″ E | Ettahrir / El Omrane supérieur   |                 |
|       | • | Ettadhamen             | 36° 50′ 09″ N, 10° 07′ 04″ E | Ettahrir / Ettadhamen            |                 |
|       | ■ | Intilaka               | 36° 50′ 21″ N, 10° 07′ 01″ E | El Omrane supérieur / Ettadhamen |                 |